# Parastrangalis phantoma
Parastrangalis phantoma là một loài bọ cánh cứng trong họ Cerambycidae.